# Similde Gerhard
Caroline Similde Gerhard (* 9. Juli 1830 in Leipzig; † 15. März 1903 ebenda) war eine deutsche Schriftstellerin.

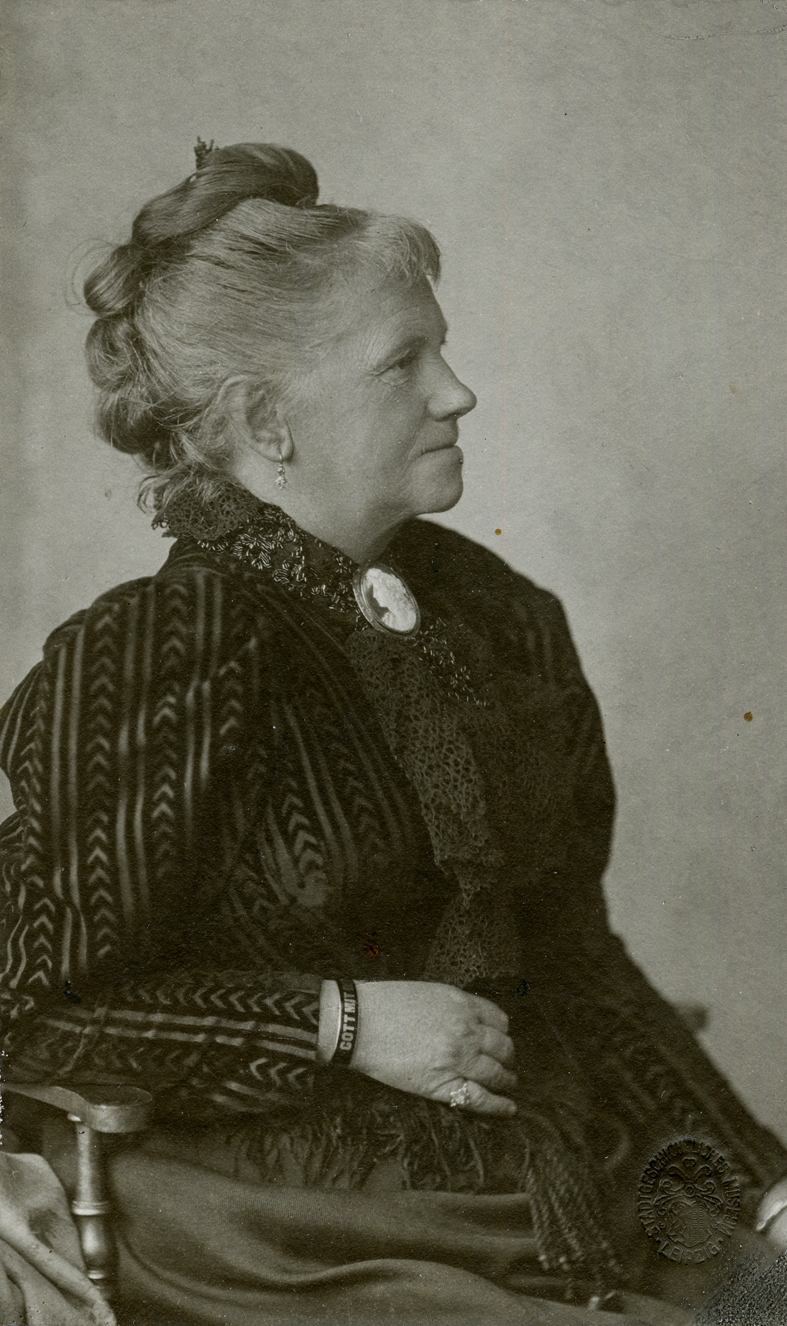
Similde Gerhard, Fotograf: Nicola Perscheid, 1895

## Leben
Similde Gerhard war die Tochter von Caroline Gerhard, geborene Richter, und des Mäzens und Schriftstellers Wilhelm Gerhard. In ihrem großbürgerlichen Elternhaus genoss sie eine umfassende, v. a. literarische Bildung. Sie bereiste mit ihrem Vater viele Länder Europas.
Unter dem Pseudonym Caroline S. J. Milde veröffentlichte sie 1869 Der deutschen Jungfrau Wesen und Wirken. Winke für das geistige und praktische Leben. Es handelt sich dabei um einen Leitfaden, wie sich Frauen nach den Vorstellungen des 19. Jahrhunderts geschlechtstypisch verhalten sollen. Dabei berührt Gerhard verschiedene Themen, die für das Leben von Frauen einer bürgerlichen Schicht dieser Zeit den Alltag darstellten. Neben Hinweisen zur Haushaltsführung, Körperpflege und -haltung finden sich auch Darstellungen, wie Frauen idealtypisch empfinden sollten. Sie beschreibt den weiblichen Charakter mit den emotionalen Tugenden der Geduld, Neugierde, Stolz, Liebe und Zufriedenheit.
Das Buch wurde in 14 Auflagen bis 1910 verlegt. Daran zeigt sich, wie nahe die Darstellung Gerhards den Vorstellungen von Weiblichkeit ihrer Zeit kommt. Für die Frauenforschung dieser Zeit stellt es darum eine wichtige Quelle dar, um das Idealbild einer Frau der Wilhelminischen Zeit zu skizzieren.
1870 erhielt sie zahlreiche Auszeichnungen für ihr soziales Engagement, mit dem sie vor allem Kinderbewahranstalten (Kindergärten) und Pflegeeinrichtungen für Kriegsverwundete unterstützte.
Eine enge Freundschaft pflegte sie mit der Schriftstellerin und Musikwissenschaftlerin Marie Lipsius. Mit ihr zusammen lebte sie auf dem Familienanwesen, dem Gerhardschen Garten, in Leipzig in einer »eheähnlichen Gemeinschaft.« Dort verstarb sie 1903.

## Auszeichnungen & Ehrungen
- sächsischer Sidonien-Orden
- sächsische Carola-Medaille
- Verdienstkreuz für Frauen und Jungfrauen
- 1906 wurde im Leipziger Stadtteil Connewitz die Marienstraße nach ihr in Simildenstraße umbenannt.[2]

## Werke (Auswahl)
- Der deutschen Jungfrau Wesen und Wirken. Winke für das geistige und praktische Leben, 1869
- Stammbaum und Chronik der Familie Gerhard, 1881
- Unter blühenden Blumen, 1886 (Digitalisat)